# Палеоліт України
Палеолі́т Украї́ни — початковий і найдовший період історії України, тривав до 10 тис. до н. е. Саме тоді на території сучасної України з'явились перші люди. Їхнє переселення відбулося двома шляхами: з Європи та Закавказзя. Найдавнішими стоянками палеоліту на території України вважають:
- Королевська стоянка на Закарпатті
- Кирилівська стоянка на території сучасного Києва
- Лука Врублевецька на Дністрі
- Амвросіївська стоянка на Донбасі
- печера Киїк-Коба
- печера Старосілля
- та інші.

## Ранній палеоліт
Палеоліт на території сучасної України розпочинається з ранньої ашельської епохи і заселення України близько 1 млн років тому, а закінчується  — 150 тис. р. тому. Розселення первісної людини в межах Східної Європи, зокрема України, відбувалося головним чином через західні райони Малої Азії й Балкани. Цей тривалий, дискретний процес освоєння нових територій продовжувався й на пізніших етапах кам'яної доби.
Кісткові рештки homo erectus (пер. з лат. — людина прямоходяча) або архантропів в Україні не виявлені, але відомі сліди їх існування у вигляді стійбищ, які належать до ашельської епохи (культури) раннього палеоліту.
Найдавнішою знахідкою вважається пам'ятка біля Королеве (бл. 1 млн років тому).
В межах України пам'ятки ашельської епохи відкриті поблизу сіл Лука-Врублівецька й Бабин на Дністрі, під Житомиром та в Закарпатті — біля сіл Королеве, Рокосове та ін. Окремі ашельські кремінні знаряддя виявлені в Донбасі неподалік м. Амвросіївка на р. Кринка та м. Ізюм на Сіверському Дінці.
Процес освоєння первісною людиною обширів сучасної України, як і усієї Європи, вирішальною мірою зумовлювався величезними льодовиками, що періодично насувалися на континент з півночі. Найбільші льодовики названі за альпійськими річками: Гюнц, Міндель, Рісс, Вюрм. Загалом льодовикова епоха тривала до кінця палеоліту.
Проникнення людини до Східної Європи сталося наприкінці гюнцівського зледеніння, але в основному збіглося з гюнц-міндельським потеплінням і початком рісського зледеніння.
У Східній Європі в той час панував теплий, дещо вологий клімат. Люди були озброєні найпростішими знаряддями праці — загостреними палицями, киями, рогатинами, дрючками й масивними крем'яними ручними рубилами. Архантропи також почали освоювати печери як сховища та житла, при потребі будуючи в них додаткові споруди — примітивні заслони й огорожі від вітру і навіть намети зі шкур, що поліпшували умови печерного побуту.
Люди раннього палеоліту (архантропи), займалися полюванням на тварин, нерідко досить великих, вони вже знали вогонь і могли ним користуватися, але добувати його ще не вміли. У своїй трудовій діяльності використовували кам'яні (переважно кремінні) знаряддя. Основним знаряддям ашельського часу було ручне рубило, що виготовлялося шляхом оббивання кам'яної заготовки з двох боків. Рубило мало довгасту, плескату форму, загострене з країв і на кінці, воно досягало в довжину 20-25 см, важило до 1.5 кг. В ашельську епоху з кремінних відщепів виготовлялися також деякі дрібні знаряддя. В Королевому виявлені й інші примітивні вироби з каменю — чопери, колуни.

### Археологічні знахідки
Палеолітичні пам'ятки України вивчаються вже понад 100 років. У 1873 р. Ф. І. Камінський відкрив біля с. Гінці на Полтавщині першу відому на той час в усій Східній Європі пізньопалеолітичну стоянку. Значний внесок у дослідження палеоліту України зробили в дореволюційні часи і в період між світовими війнами К. С. Мережківський, В. В. Хвойка, Г. А. Бонч-Осмоловський, П. П. Єфименко, М. Я. Рудинський, П. Й. Борисковський, С. М. Бібіков та ін.
Серед важливих археологічних знахідок цієї доби слід відмітити на Донбасі, поблизу Амвросіївки, знайдено велике крем'яне рубило, що безсумнівно було виготовлене людиною ашельської доби.
Найвиразнішим ашельським місцезнаходженням є стоянка на Житомирщині, в басейні річки Свинолужки. Тут знайдено велику кількість розщеплених кременів, що використовувалися як знаряддя для різання і скобління, а також типові ручні рубила.

### Найважливіші стоянки
- с. Королево (Закарпатська область). Королевська стоянка
- с. Рокосове (Закарпаття)
- Лука Врублівецька (на Дністрі)

## Середній палеоліт
Наприкінці ашельської епохи під впливом зростаючого похолодання у зв'язку з поширенням дніпровського (рісського) зледеніння, спочатку помітнішого у гірських зонах Європи і Кавказу, почалися інтенсивні міграції людей по всій ойкумені Євразії. У Східній Європі середній палеоліт (мустьєрська епоха) охоплює величезний проміжок часу, який почався 150 тис. років тому і закінчився приблизно 40 тис. років тому — з появою кроманьйонця.

### Шляхи заселення
На мустьєрську епоху припадає інтенсивне заселення людиною майже всієї південної частини Східної Європи. Основною територією, звідки йшло заселення, був Кавказ і Балкани. З півдня заселення відбувалося у напрямку півночі аж до басейну Десни.

### Клімат
В цей час панував порівняно м'який кліматичний оптимум, хоча і з досить помітними рисами континентальності, які дедалі посилювалися у зв'язку з наступом на Східну Європу валдайського (вюрмського) зледеніння.

### Флора і фауна
На сучасній території України степи чергувалися з широколистими дібровами і хвойними лісами, де водилося багато різноманітної дичини. Серед представників фауни: дикий кінь, бізон, гігантський олень, сайгак, дикий європейський віслюк (Equus hydruntinus), мамут (мамонт), шерстистий носоріг, ведмідь, вовк, печерна гієна, лев, лисиця та інші. В цей час важливу роль в господарстві людини посідає мисливство. Збиральництво також відігравало значну роль

### Розселення людей і житло
У мустьєрську епоху неандертальці або палеоантропи розселилися майже по всій території сучасної України. Відомо понад 80 мустьєрських місцезнаходжень. Густота населення була більшою, ніж за доби раннього палеоліту.
Найкраще вивчено середній палеоліт в Криму, де обстежено понад 1000 печер, гротів, скельних навісів. Проте лише у 10-12 з них виявлено культурні залишки мустьєрського часу, що свідчить про заселення всього близько 1 % всіх виявлених у Криму скельних пустот, які би могли служити сховищем для людини.
Кожне печерне поселення людина зазвичай займала восени або взимку і, як правило, у закритих вузьких долинах гірських річок, біля виходу на низинні ділянки рельєфу — основні мисливські угіддя.
Площа скельних жител-сховищ, кількість і розміри знайдених тут вогнищ свідчать про те, що в печерах переважно мешкало одночасно дві-чотири сім'ї з чисельністю 6-7 осіб кожна. Тому є підстави вважати, що в Криму в мустьєрську епоху жило одночасно 200—250 осіб. Густота населення приблизно становила 1 ос./км².

### Знаряддя
Зі збільшенням потреб кількісно зростаючою людської спільноти збільшилася і потреба в зброї, що спричинило суттєве її вдосконалення. Виникають два основні знаряддя з кременю — гостроконечник та скребло, що виготовлялися у різних технічних варіантах, відповідно до місцевих виробничих можливостей.
Гостроконечник — це знаряддя повсякденної чоловічої праці, що служило для виготовлення метального знаряддя — дротика, а також використовувався як ніж для оббілування дичини.
Скребло — переважно жіноче знаряддя праці для обробки шкур, яке використовувалося й для різноманітних господарських потреб. Широке застосування мали також плоскі крем'яні відщепи, якими могли різати, скоблити, стругати тощо.
Винайдення метального знаряддя — дротика із крем'яним гостроконечником — важливе технічне досягнення мустьєрців. Це, очевидно, було перше знаряддя праці дистанційної дії і багаторазового використання.
Близько 70 тис. років до н. е. людина освоїла вогонь. Спочатку використовувалися природні джерела вогню(блискавка, виверження вулкану і т.і.)

### Поява неандертальця
В епоху середнього палеоліту на території України з'явився новий тип людини — неандерталець. Загалом в Україні знайдено кістки десятьох неандертальців, що жили 100-50 тис. років тому.
Під час розкопок мустьєрських поселень в гроті Киїк-Коба і під наскельними навісами поблизу села Вишневого (обидва — Східний Крим), а також у скельному сховищі села Старосілля поблизу Бахчисарая виявлено залишки кістяків щонайменше шести палеонтропів різного віку. Це найбільше зібрання кісток на території України.

#### Поховання
Померлих ховали у скорченому стані, на боці, у спеціально підготовлених ямах (Киїк-Коба, Заскельна VI). Навмисний характер таких поховань у поєднанні з певним ритуалом не викликає сумніву. Отже, у палеоантропів могли уже існувати анімістичні уявлення.
Аналізуючи склад неандертальських поховань на території Європи за статтю і віком, можна помітити тенденцію до поховань у скельних сховищах та на місці житла переважно дітей і жінок. Поховання в Криму представлені трьома жіночими і трьома дитячими похованнями.

#### Суспільний лад
Середньопалеолітичні неандертальські угрупування були невеликими і складалися зазвичай з двох-чотирьох родин, з яких приблизно третина їхніх членів могла брати участь у полюванні. Соціальна організація палеонтропів ґрунтувалася, таким чином, на кровно споріднених відносинах всередині общини. Така форма суспільного ладу називалася людське стадо.
Мустьєрські общини розташовувалися одне біля одного, і тому між ними повинні були скластися постійні зв'язки, які ґрунтувалися не стільки на економічних контактах, що, можливо, виникали під час серйозної нестачі їжі, скільки на родино-шлюбних відносинах. Для мустьєрської общини був характерним поділ праці.

### Найважливіші археологічні знахідки
Середньопалеолітичні знахідки є важливим історичним джерелом не тільки внаслідок своєї чисельності. Вони дуже різноманітні за типами: це і відкриті поселення, і печерні сховища, і короткочасні стійбища, і мисливські бівуаки, і місця видобування кременю, і майстерні, де він видобувався.

#### Знахідка на Донбасі
У Донбасі, в басейнах річок Вовчої та Сухих Ялів, знайдено скупчення розщеплених кременів, готові знаряддя. Велику кількість нуклеусів, або ядрищ, з яких сколювалися плоскі відщепи (заготовки для гостроконечників, скребел та інших виробів), знайдено у товщі терасоподібного берегового виступу поблизу села Антонівки Мар'їнського району Донецької області. Це найбільша мустьєрська пам'ятка з небагатьої відомих у східній частині України. Вона свідчить про досить сталу заселеність цього регіону в середньому антропогені.

#### Знахідки в Криму
Найвідомішим в Україні та й за її межами районом поширення мустьєрських місцезнаходжень є Крим. Тут зосереджені печерні поселення, де збереглися шари з культурними залишками палеонтропів, які залягають у стратиграфічному порядку. У цих горизонтах часто помітні лінзи вогнищ з попелом і вуглинами, кістки тварин, плями червоної вохри, що використовувалися для розпису тіла.
В 1924 році у результаті систематичних пошуків у Криму було знайдено грот Киїк-Коба. До мустьєрської доби відноситься, ідентифікована в Криму, Кабазійська культура.

### Найбільші стоянки періоду середнього палеоліту
- Ак-Кая
- Антонівка
- Араповичі
- Бабине
- Балка
- Буківна
- Білгород-Дністровський
- Василівка
- Вовчий Грот
- Горяни
- Деркул
- Качинський навіз
- Киїк-Коба
- Кодак
- Молодове
- Новоклинівка
- Олександрівка
- Орел
- Оселівка
- Радванська Гора
- Старосілля
- Холодна балка
- Червоний Яр
- Чокурча
- Шайтан-Коба

## Пізній палеоліт

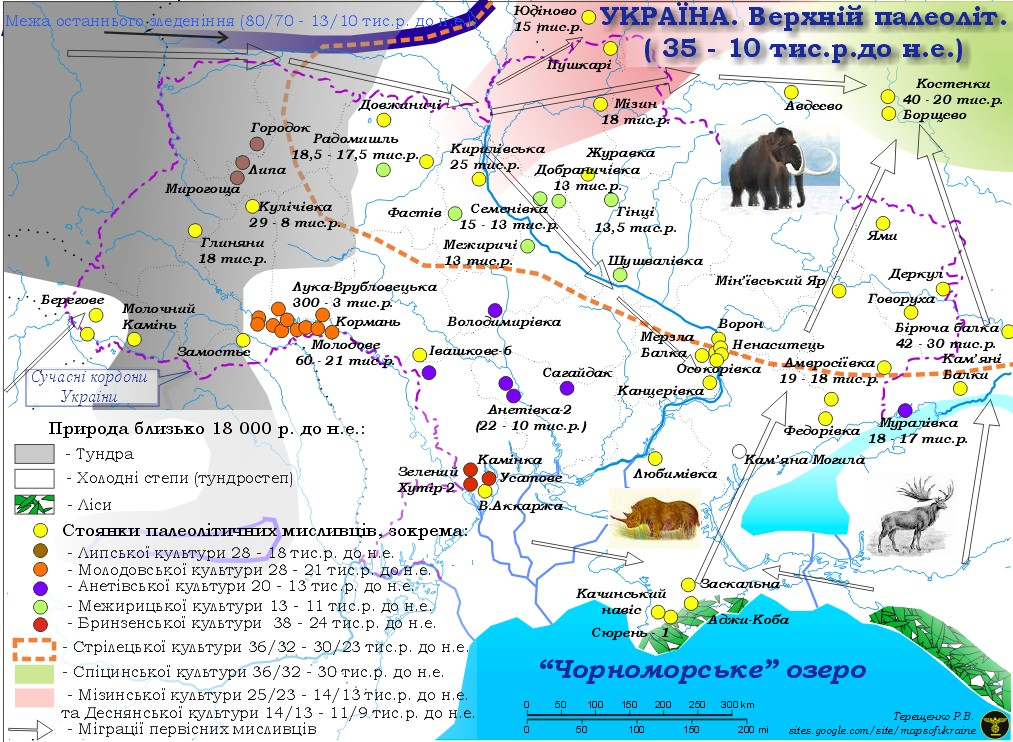
Археологічні культури: липська, молодовська, анетівська, межиріцька, бринзенська, стрілецька, спіцинська, мізинська, деснянська

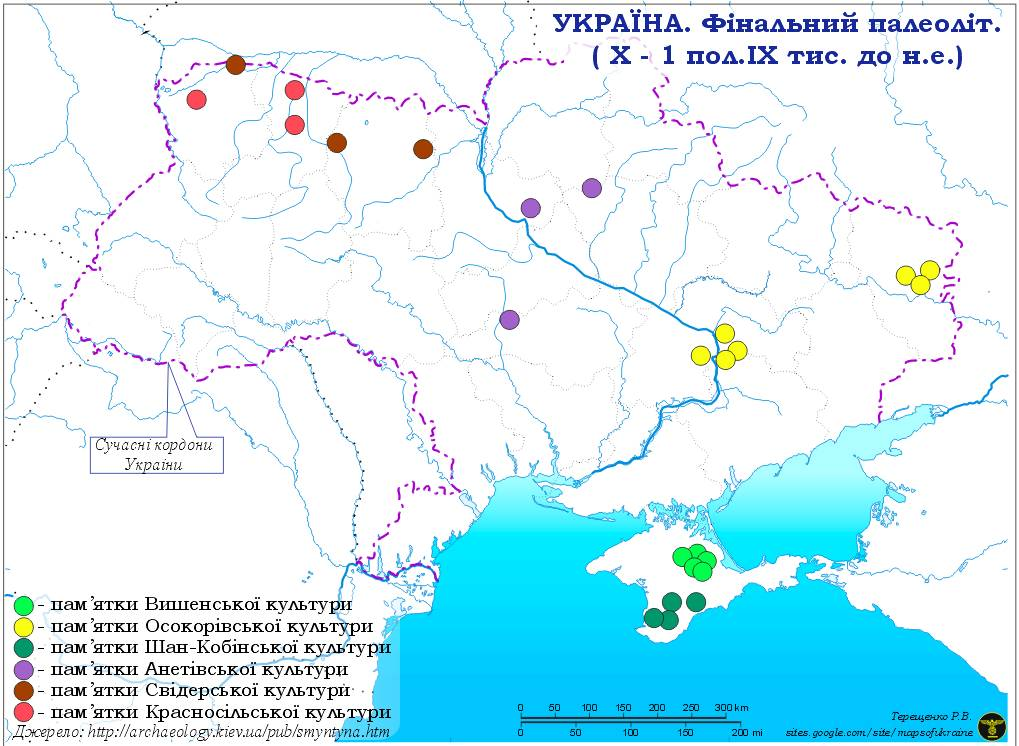
Фінальна Давня кам'яна доба, X — перша половина IX тисячоріччя до Р. Х. Археологічні культури: вишенська, осокорівська, шан-кобинська, анетівська, свідерська, красносільська

Хронологічні рамки — від 40-35 тисяч років тому до 10 тисяч років тому. Близько 40 тисяч років тому з'явився сучасний тип людини, який дістав назву «homo sapiens» («людина розумна»), або кроманьйонця (за назвою грота Кро-Маньйон у Франції, де вперше знайшли кістяки цього типу). За багатьма ознаками — випрямленому положенню тіла, будові рук і ніг, об'єму головного мозку, будові мовного апарату тощо — кроманьйонець був таким, як і сучасна людина. На основі кроманьйонців виникла європеоїдна раса.
Кроманьйонці вже об'єднувалися в племена, які успішно могли полювати на великих звірів. Саме в пізній палеоліт максимального розвитку досягають полювання і рибальство, того ж часу намітився поступовий перехід до одомашнення тварин. Люди навчилися робити до 80 видів знарядь праці. Зимові житла будувалися з кісток і бивнів мамонтів, шерстистих носорогів, оленячих рогів, дерев'яних брусків, покривалися шкурами.
За часом пізній палеоліт збігається з верхнім палеолітом (епіпалеолітом), що має риси вже мезоліту. Здебільшого, верхній палеоліт був поширений на Близькому Сході, а в Україні, ймовірно, у Криму.
На території України досліджено кількасот стоянок, віднесених до часів пізнього палеоліту. Найвідоміші з них розташовані в селах Мізин на Чернігівщині, Добраничівці на Київщині. Значною є й Кирилівська стоянка в Києві.

### Клімат
Клімат залишається суворим — холодний і сухий.
Вважається, що він став ще сухішим порівняно з мустьєрською порою, бо зменшується кількість лісів, ширшим стає тундро-степовий простір.
16 тисяч років тому починається потепління. Зникли мамонти, носороги, бізони, вівцебики.

### Флора і фауна
Відповідно до ландшафтно-кліматичних умов зберігаються і представники холодовитривалих тварин — північний олень, песець, біла куріпка, альпійська чайка тощо. З'являється навіть вівцебик. Існували також мамонти, дикі коні, бізони. Останні — більше у степовій зоні.

### Господарство
Збиральництво. Полювання на мамонтів, бізонів, північних оленів. Застосування різних способів полювання.

### Форма об'єднання людей
Материнський рід.

### Знаряддя праці
Кам'яні різки, ножеподібні пластини, наконечники списів та рогів з яких виготовляла собі гарпун, шила, голки. Складні знаряддя, винайшли списометальний пристрій. Інструментарій налічував майже 100 типів знарядь праці.

### Мистецтво
Високого рівня розвитку набуло образотворче мистецтво пізнього палеоліту на території України. При розкопках пізньопалеолітичних поселень було знайдено різноманітні скульптурні вироби малих форм, зразки штрихової графіки на бивні мамонта, а також живописні сюжети на кістках мамонта.
Широко відомими стали стилізовані жіночі фігурки, що їх раніше вважали зображенням птахів. Деякі фігурки мають досить складний геометричний візерунок, що пожвавлює манеру виконання.

### Релігійні уявлення
Загальновизнаною є думка про те, що ранніми формами первісного релігійного світогляду є тотемізм, фетишизм, магія та анімізм. Ці складові були основою світобачення і верхньопалеолітичних мешканців України. Відомі на сьогодні культові місця чи об'єкти, які трактуються як культові (наприклад, жіночі статуетки), дають підстави говорити, що в різних місцях релігійна обрядовість уже в палеоліті мала різний зовнішній вияв. Приміром, на півночі України вона була пов'язана переважно з образом жінки, тоді як на півдні — з образом могутнього степового звіра — бізона. Невіддільними елементами магічних обрядів були різноманітні ритуали — музично-танцювальні дійства, розмальовування й прикрашання тіл та одягу, орнаментування предметів, наскельний живопис та скульптурні зображення.

### Поховання
Дуже рідкісними на території України є навмисні поховання верхньопалеолітичного часу. Чи не єдиним винятком є знахідка майже цілого скелета поблизу с. Лащове на Черкащині. Проте, наявна радіовуглецева дата вказує на фінальнопалеолітичний вік цієї знахідки. Обставини інших антропологічних знахідок виключають можливість їхньої інтерпретації як навмисних поховань. Як правило, окремі кістки людей (фрагменти черепів з Чулатового І, Новгород-Сіверської стоянки, з Анетівки ІІ, розрізнені зуби з Сюрені та Міри, фрагменти кісток кінцівок із Кормані IV, Городка ІІ та інше) знаходять у звичайному заповненні культурного шару. Незвично численною є серія антропологічних решток із верхньопалеолітичних шарів кримської стоянки Буран-Кая ІІІ. Привертає увагу той факт, що один із фрагментів черепа несе на собі сліди різання крем'яним знаряддям. Місце розташування цих нарізок свідчить про навмисне відділення голови від тіла. Не виключено, що ця знахідка є свідченням відомого і за етнографічними даними специфічного обряду розчленування тіла покійного. У цілому ж рідкісність поховань не можна розглядати як вказівку на відсутність практики навмисних поховань у верхньопалеолітичного населення України. Такі поховання були досліджені на численних стоянках цього періоду в країнах Західної, Центральної і Східної Європи. Отже, можна сподіватись, що відкриття верхньопалеолітичних поховань в України — то
лише справа часу.

### Найбільші поселення часів пізнього палеоліту
- Аджі-Коба
- Амвросіївка
- Атаки
- Бабине
- Берегове
- Богодухів
- Буківна
- Василівка
- Велика Аккаржа
- Володимирівка
- Вороновиця
- Глиняни
- Городниця
- Городок
- Гінці
- Добраничівка
- Довгиничі
- Дубова Балка
- Журавка
- Замостя
- Кайстрова Балка
- Калюс
- Касперівці
- Качинський навіс
- Каїри
- Китайгород
- Клинець
- Клюси
- Кормань
- Кочківці
- Кременець
- Куличівка[1]
- Липа
- Лисичники
- Межиріч
- Мезин
- Молодове
- Мукачеве
- Незвисько
- Новгород-Сіверський
- Осокорівка
- Пристін
- Пришиб
- Пушкарі
- Підгайчики
- Радомишль
- Рашків
- Сокіл
- Студениця
- Сюрень
- Успенка
- Фастів